# Charab Abu Ghalib
Charab Abu Ghalib (arab. خراب أبو غالب) – wieś w Syrii, w muhafazie Al-Hasaka. W 2004 roku liczyła 1388 mieszkańców.